# 1936年夏季奥林匹克运动会马耳他代表团
1936年夏季奥林匹克运动会马耳他代表团是马耳他派出的1936年夏季奥林匹克运动会代表团。